# 李至剛
李 至剛（り しごう、1358年 - 1427年）は、明代の官僚。名は銅、字は至剛で、字をもって通称された。号は敬斎。本貫は松江府華亭県。

## 生涯
李塾と沈氏のあいだの子として生まれた。1388年（洪武21年）、明経に挙げられた。懿文太子朱標の近侍に選ばれ、礼部郎中に任じられた。罪に問われて一兵士として重ねて辺境に流された。ほどなく南京に召還され、工部郎中となり、河南右参議に転じた。開封府の堤防で黄河が決壊すると、至剛は王府に木材を借りて筏を作りこれを修築するよう提案した。建文年間、湖広左参議となったが、事件に連座して獄に繋がれた。
1402年（建文4年）、永楽帝が即位すると、帝の側近にその才能を称賛され、至剛は右通政となった。『太祖実録』の編纂に参加し、朝夕に帝の側近にあって、洪武年間の出来事を語り聞かせて、帝に信頼されるようになった。12月、礼部尚書に進んだ。1404年（永楽2年）、朱高熾が皇太子に立てられると、至剛は左春坊大学士を兼ね、東宮に宿直して解縉とともに経学を進講した。1405年（永楽3年）、再び事件に連座して獄に下された。1408年（永楽6年）に釈放されたが、礼部郎中に降格された。解縉を恨み、かれを中傷した。解縉は交趾に流された。1411年（永楽9年）、解縉が獄に下ると、至剛も連座してまた10年あまり獄に繋がれた。
1424年（永楽22年）、洪熙帝（朱高熾）が即位すると、至剛は釈放され、左通政として起用された。給事中の梁盛らに弾劾されたが、洪熙帝に先朝の旧功を酌量されて、興化府知府として出向した。1427年（宣徳2年）7月4日、在官のまま死去した。享年は70。

## 子女
- 李瀛
- 李源
- 李氏（盛衍にとついだ）
- 李氏（太常寺少卿鄭雍言にとついだ）
- 李氏（王瑄にとついだ）
- 李氏（考功主事宋琰にとついだ）